# Kim Ju-ha
Kim Ju-ha (koreanska: 김주하), född 24 april 1992 i Södra Jeolla, är en sydkoreansk professionell damvolleybollspelare. Hon debuterade som proffs för Suwon Hyundai Engineering & Construction Hillstate i sydkoreanska V-League säsongen 2010-11. Hon lämnade Suwon Hyundai Engineering & Construction Hillstate inför säsongen 2017-18, men är sedan säsongen 2020-21 åter tillbaka i klubben. Kim Ju-ha spelar både som vänsterspiker eller libero och har nummer 11 på tröjan.

## Klubblagskarriär
Suwon Hyundai Engineering & Construction Hillstate (2010-2017)
- V-League

Vinnare (2): 2010−11, 2015–16
- KOVO Cup

Vinnare (1): 2011
 Suwon City Hall Volleyball Club (2017-2019)

 Suwon Hyundai Engineering & Construction Hillstate (2020- )
- KOVO Cup

Vinnare (1):  2021